# Agrotis densata
Agrotis densata là một loài bướm đêm trong họ Noctuidae.